# Stanisław Ryniak
Stanisław Ryniak (ur. 21 listopada 1915 w Sanoku, zm. 13 lutego 2004 we Wrocławiu) – polski inżynier architekt, pierwszy polski więzień niemieckiego obozu koncentracyjnego Auschwitz-Birkenau w Oświęcimiu.

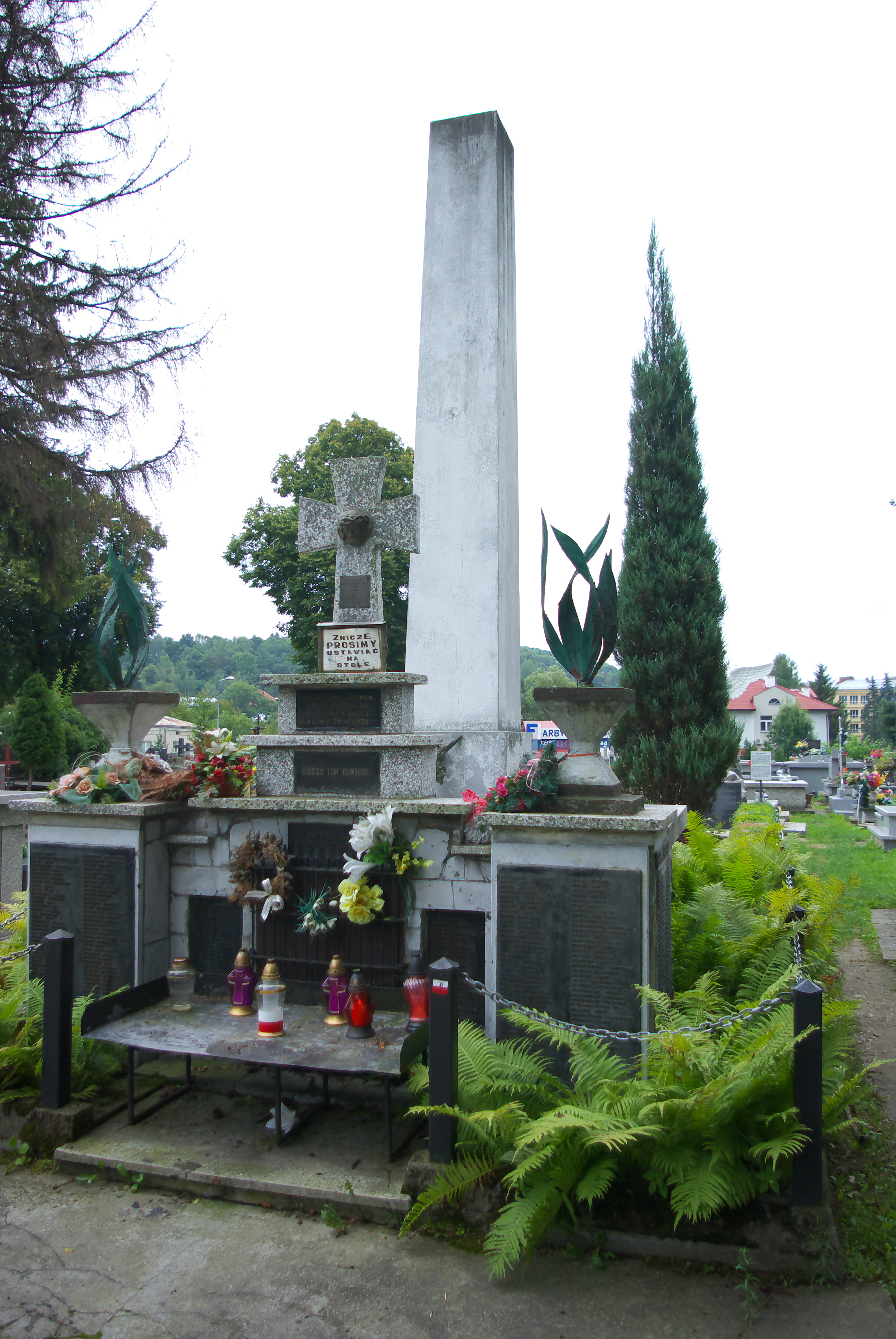
Mauzoleum Ofiar II Wojny Światowej na Cmentarzu Centralnym w Sanoku

## Życiorys
Urodził się 21 listopada 1915 w Sanoku. Był synem Andrzeja. W Sanoku ukończył naukę w szkole podstawowej i kształcił się w Państwowym Gimnazjum im. Królowej Zofii w Sanoku, gdzie w roku szkolnym 1930/1931 w III klasie został uznany za nieuzdolnionego. Według swojej relacji ukończył w tej szkole sześć klas gimnazjum starego typu. W 1936 rozpoczął naukę w czteroletniej Państwowej Szkole Budowlanej w Jarosławiu (jej dyrektorem był Tadeusz Andrzej Broniewski). 
W chwili wybuchu II wojny światowej na początku roku szkolnego 1939/1940 był uczniem IV klasy maturalnej. Przebywając w Sanoku we wrześniu 1939 wycofał się przed frontem niemieckim, a w październiku powrócił do miasta pokonując graniczną rzekę San. Po nastaniu okupacji niemieckiej dowiedziawszy się wiosną 1940 o otwarciu nauki w jarosławskiej szkole zapisał się na czwarty rok nauki. Kontynuowano tam działalność ruchu oporu zapoczątkowanego jeszcze w Sanoku. W dniu 6 maja 1940 został aresztowany w Jarosławiu przez Gestapo za działalność w Związku Walki Zbrojnej. Niemcy zatrzymali wtedy wszystkich uczniów powyżej 15. roku życia, podejrzewając ich o przynależność do ZWZ (wielu z uczniów szkoły należało do tej organizacji konspiracyjnej, w tym Ryniak; zajmowali się oni np. kolportażem ulotek czy wykonywali szkice mostów). W aresztowaniu uczestniczył gestapowiec Franz Schmidt, zamieszkujący w Jarosławiu przed wojną. Ostatecznie wielu zostało zwolnionych oprócz trzech, w gronie których był Ryniak (oraz Wojciech Bielecki i Mieczysław Ciepły). Został osadzony w więzieniu przy ul. Dietziusa. Po kilku dniach przesłuchań i tortur wraz z innymi więźniami 8 maja został wywieziony z Jarosława i przetransportowany do aresztu w Tarnowie. Stamtąd – wraz z grupą 728 młodych Polaków – 14 czerwca 1940 został przewieziony do obozu KL Auschwitz. Był to pierwszy masowy transport do Auschwitz. W obozie otrzymał numer obozowy 31 – formalnie był to pierwszy polski więzień w Auschwitz, o charakterze politycznym (numery od 1 do 30 dostali wcześniej niemieccy więźniowie kryminalni z obozu koncentracyjnego Sachsenhausen na terenie III Rzeszy, przekazani do Auschwitz celem spełnienia w obozie ról funkcyjnych – blokowych i kapo). Dzięki kwalifikacjom zawodowym pracował w komandzie „Neubau” przy budowie obozu i jego obiektów. Na terenie obozu pracował w Bloku 28. Przebywał w obozie do 28 października 1944, kiedy wraz z transportem trafił do podobozu w Leitmeritz – KL Flossenbürg. Tam otrzymał numer obozowy 37704. Do Litomierzyc został przeniesiony karnie i pracował tam w podziemnych kamieniołomach, gdzie wykonywał pomieszczenia dla zakładów zbrojeniowych. W tym miejscu w dniu formalnego zakończenia wojny doczekał własnego oswobodzenia 8 maja 1945, gdy Niemcy otworzyli obóz.
Następnie przez czeską Pragę dotarł do Sanoka 6 czerwca 1945. W rodzinnym mieście został zatrudniony w magistracie. 7 października 1945 został wybrany członkiem sanockiego oddziału (koła) Związku byłych Więźniów Ideowo-Politycznych z czasów wojny z lat 1939-1945 (organizacji przemianowanej w 1947 na Polski Związek Byłych Więźniów Politycznych Hitlerowskich Więzień i Obozów Koncentracyjnych). Był projektantem ustanowionego w 1948 Mauzoleum Ofiar II Wojny Światowej na cmentarzu przy ulicy Rymanowskiej w Sanoku. 
W 1947 rozpoczął studia architektury, ukończone na Wydziale Architektury Politechniki Wrocławskiej z tytułem magistra inżyniera architekta. W czasie studiów działał w Sekcji Młodzieżowej Polskiego Związku Byłych Więźniów Politycznych Hitlerowskich Więzień i Obozów Koncentracyjnych. W okresie PRL przez wiele lat pracował w zawodzie. Czynnie brał udział w powojennej odbudowie Wrocławia. Pracował na stanowisku kierownika budowy drugiego oddziału w Państwowym Przedsiębiorstwie Budowlanym. Był pracownikiem Centralnego Biura Budownictwa Miejskiego. Sprawował stanowisko kierownika biura projektowego, z którego został zwolniony za odmowę wstąpienia do PZPR. Następnie pracował jako kierownik inwestycji w sądzie wojewódzkim oraz jako biegły sądowy.
Aktywnie uczestniczył w życiu stowarzyszeń byłych więźniów Oświęcimia, przyjeżdżał na coroczne obchody rocznicowe. Ze względu na swój szczególny numer obozowy wielokrotnie udzielał wypowiedzi wspomnieniowych. W 1984 został wybrany zastępcą członka zarządu w Oddziale Towarzystwa Opieki nad Majdankiem. W 2000 brał udział w obchodach na terenie byłego obozu Auschwitz.
Zamieszkiwał we wrocławskim osiedlu Karłowice. Prywatnie uprawiał narciarstwo, jeszcze pod koniec XX wieku startował w Biegu Piastów. Zmarł 13 lutego 2004 we Wrocławiu. Został pochowany na Cmentarzu Osobowickim we Wrocławiu 20 lutego 2004. Miał syna Stanisława i córkę Krystynę (po mężu Mańczak).

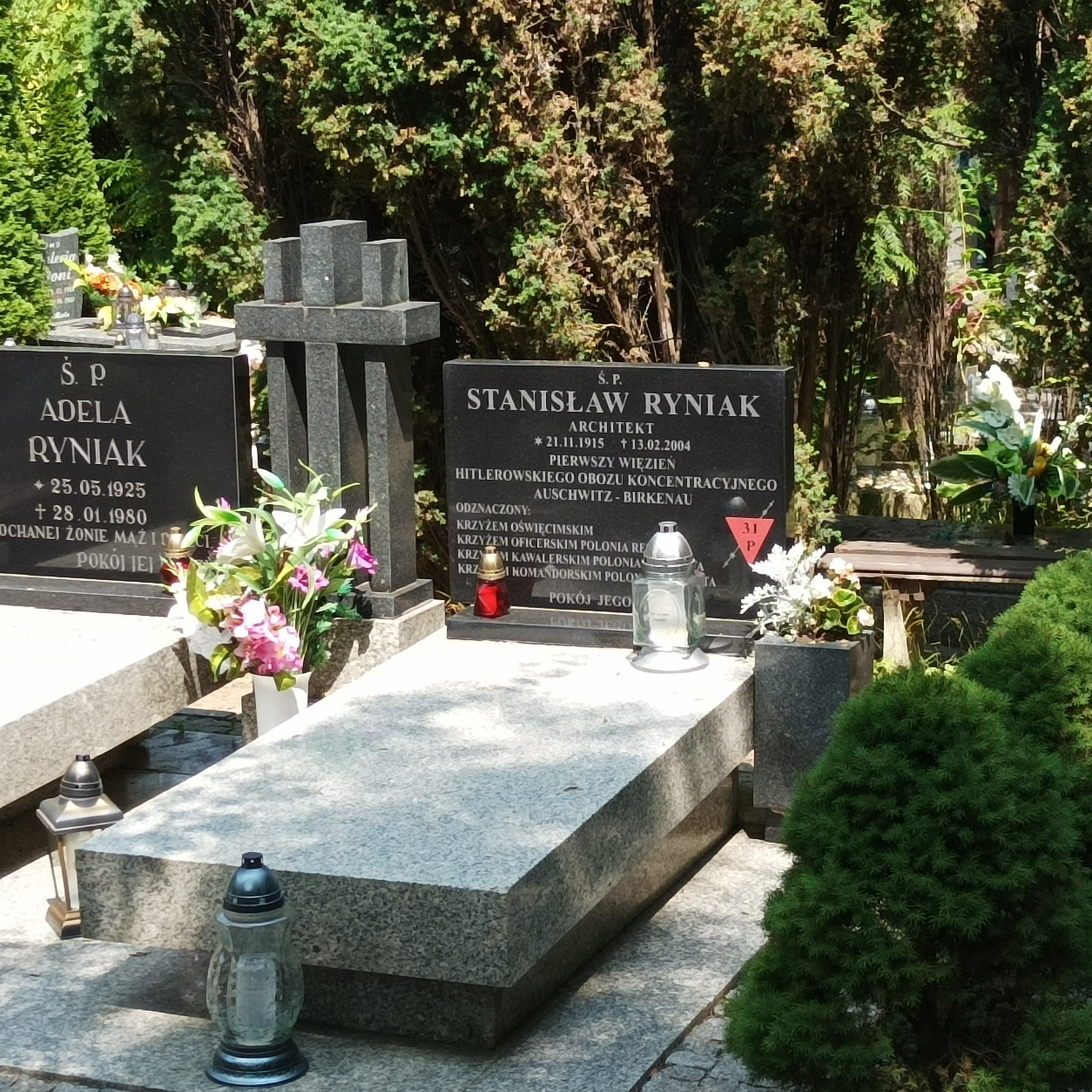
Grób Stanisława Ryniaka na Cmentarzu Osobowickim

W 2016 zrealizowano fabularyzowany film dokumentalny pt. Z Jarosławia do Auschwitz (reż. Mariusz Mendycki, TVP Rzeszów), opowiadający o losach aresztowanych w Jarosławiu w 1940, w tym Stanisława Ryniaka, a w produkcji wystąpiły m.in. jego dzieci, Stanisław i Krystyna.

## Odznaczenia
- Krzyż Komandorski Orderu Odrodzenia Polski (2000)[37]
- Krzyż Oficerski Orderu Odrodzenia Polski[11]
- Krzyż Kawalerski Orderu Odrodzenia Polski[11]
- Srebrny Krzyż Zasługi (1954)[38][11]
- Krzyż Oświęcimski[11]